# TraiNex
TraiNex ist ein webbasiertes Campus-Management-System. Es zählt zu den in Deutschland verbreiteten Hochschulinformationssystemen. Das TraiNex wird von der Trainings-Online Gesellschaft für E-Portale mbH mit Sitz in Bielefeld betrieben und weiterentwickelt.

## Geschichte
Das TraiNex geht zurück auf ein Forschungsprojekt der Bertelsmann-Stiftung zur Einführung des Internets in der Lehre im Jahr 1995 an der Westfälischen Wilhelms-Universität Münster. Im Rahmen des Projekts „Internet Assisted Learning Campus“ wurden internetgestützte Vorlesungen pilothaft erprobt. Aus dieser Idee heraus entwickelte ein Team um den Wirtschaftswissenschaftler Stefan Bieletzke bis zum Jahr 2000 das TraiNex. Es ist damit das erste webbasierte Campus-Management-System, das in Deutschland entwickelt wurde. Zu den ersten Nutzern zählten im Jahr 2001 die Verwaltungs- und Wirtschaftsakademie Münster und die Fachhochschule des Mittelstands (FHM).

## Anwendungsgebiete
Das TraiNex kommt in der Lehre und Verwaltung von Fachhochschulen, Akademien und Weiterbildungsinstitutionen zum Einsatz und unterstützt die wesentlichen Phasen des Student Life Cycle. Alle Akteure der hochschulischen Wertschöpfungskette wie Management, Verwaltungsmitarbeiter, Lehrende, Studierende und Alumni haben personalisierten Zugriff. Die Plattform soll im Sinne eines ganzheitlichen Ansatzes möglichst viele Prozesse und Teilfunktionen der Bildungsinstitution zentral abbilden. Das TraiNex ist modular aufgebaut und für den standortübergreifenden Einsatz skalierbar ausgerichtet.

## Funktionsumfang
- Interessenten/Bewerber: Online-Bewerbung, Bewerberstatistik, Dokumentenmanagement, Zulassungsverfahren, Eingliederung
- Studierende: Statistische Erstbefragung, Erstellung von Noten- und Studienbescheinigungen, Diskussionsforen, Lernmaterialzugriff, E-Mail-Einschreiben, Hausaufgabenabgabe, Ressourcenblockung, Praktika, Evaluationsteilnahme, Noten- und Prüfungsabruf, Studienverlauf, Bibliothekskatalog inkl. Ausleihkonto, Gruppenlernlaufwerk, persönlicher Stundenplan, E-Learning, Chat, Lerngruppen, Freunde-Community, mobile Web-App
- Lehrende: Fachdiskussion, Materialzuordnung, Serienmail, Privatkalender/Urlaub, Dokumentensammlung, Ressourcenblockung, Evaluationseinsicht, Notenvergabe, Modulhandbucheinsicht, Literaturverwaltung, Anwesenheitserfassung, Lehr-Termine-Einplanung, E-Learning, Videokonferenz-Räume, Dozenten-Community
- Verwaltung: Statistik, Bescheinigungen, Stammdatenblatt-Management, Rechtssichere Mails, SMS, Einsatzplanung, Engpassplanung, Ressourcen- und Raumvergabe, Career Service, Umfragen, Prüfungsmanagement, Prüfungsamt, Modulhandbuch, Dozentenkompetenzen, Bibliothek, Anwesenheitsstatistik, Termine/Stundenplanung, Anmeldungen/Bestellungen, ECTS-Grade-Berechnung, Diploma-Supplement
- Management: Erlöstreiber-Prognose, Qualitätsmanagement-Reporting, Controlling der Personalkosten, Deputate, Ressourcenauslastung, Akkreditierung, Modulentwicklung
- Alumni: Hochschulkontakt, Serienmails, Alumni-Archiv, Fotogalerie, Befragung, Regionalgruppen, Laufbahnverfolgung, Community
- Personalverantwortliche aus Kooperationsunternehmen: Zugriff auf Termine, Leistungen und Anwesenheit der Kooperations-Studierenden

## Verbreitung
Das TraiNex wird von über 35 Bildungseinrichtungen aus Deutschland und Österreich mit mehr als 40.000 Nutzern eingesetzt, beispielsweise von der Media University of Applied Sciences Berlin, der deutschen Versicherungsakademie München, der Berufsakademie Rhein-Main oder der Medical University/MSH Medical School Hamburg.

## Akkreditierung
Akkreditierungsagenturen oder der Wissenschaftsrat der Bundesrepublik Deutschland haben das TraiNex wiederholt bei Akkreditierungen positiv hervorgehoben, beispielsweise die Verknüpfung von Kommunikation, Verwaltungsprozessen und Lehrveranstaltungsunterstützung. Nach Einschätzung des Wissenschaftsrats unterstützt das TraiNex „auf eindrucksvolle Weise die Prozesse der Qualitätssicherung  und stellt unter Nutzung neuester Technologie die rasche Verfügbarkeit von Informationen […] sicher.“